# Cassyma gammata
Cassyma gammata är en fjärilsart som beskrevs av W. Warren 1901. Cassyma gammata ingår i släktet Cassyma och familjen mätare. Inga underarter finns listade i Catalogue of Life.